# Klaviersonate Nr. 4 (Beethoven)
Anhörenⓘ
Ludwig van Beethovens Sonate Nr. 4 Es-Dur op. 7 entstand in den Jahren 1796 und 1797, wurde 1797 bei Artaria in Wien als Grande Sonate erstmals veröffentlicht. Sie ist nach der Hammerklaviersonate Beethovens umfangreichstes Werk dieser Gattung, allein der Hauptsatz umfasst 362 Takte, folgerichtig ist sie die erste Sonate, der Beethoven eine eigene Opuszahl zuerkannte.
Er widmete dieses Werk seiner Schülerin Babette Gräfin von Keglevich de Buzin.
Die Aufführungsdauer beträgt – in der Einspielung von Friedrich Gulda aus dem Jahr 1967 – rund 25 Minuten.

## Musik

### Erster Satz
Allegro molto e con brio; Es-Dur; 6/8-Takt; Sonatenhauptsatzform; 362 Takte

#### Exposition
Der erste Satz beginnt mit einer hornartigen Fanfare, der ein lyrischer Nachsatz folgt; ein Beispiel für den Dualismus der Wiener Klassik. Nach der Modulation nach B-Dur erklingt ein weiteres Motiv, welches jedoch nicht das erwartete Seitenthema ist. Das eigentliche Seitenthema ist ein relativ schlichter Choral, der allerdings sogleich variiert wird. Nach einer überraschenden Wendung im fortissimo nach C-Dur erklingt ein weiteres Thema, welches jedoch bald wieder von einer aufsteigenden Fanfare in B-Dur abgelöst wird. Es folgt eine chromatische Episode, in der Sechzehntel-Noten in chromatisch gefärbten Licht um den Ton b kreisen. Die Exposition endet in einem Fanfarenmotiv, welches Verwandtschaft mit der Eingangsfanfare zeigt. Die Exposition wird nach klassischem Brauch wiederholt. Sie umfasst insgesamt 136 Takte.

#### Durchführung
Die Durchführung beginnt mit dem Eingangsthema in G-Dur, verliert sich jedoch bald in auf- und absteigenden Achtelpassagen, die dem Nachsatz des Eingangsthemas entlehnt sind. In f-moll erklingt das Fanfarenmotiv vom Ende der Exposition, um bald nach D-Dur zu modulieren. Vom D-Dur-Septakkord wird über einen verminderten Septakkord überraschend nach a-moll moduliert, wo wieder das Eingangsthema erklingt. Über d-moll wird schließlich, im pianissimo, der B-Dur-Septakkord erreicht, der Dominante zu Es-Dur. Die Durchführung umfasst nur 52 Takte, weniger als die Hälfte der Exposition.

#### Reprise
Die Reprise setzt gewaltsam mit der Eingangsfanfare im subito fortissimo ein. Nach einer Modulation nach As-Dur wird schließlich B-Dur als Dominante von Es-Dur erreicht. Der Rest der Reprise entspricht in etwa der Exposition. Die Reprise umfasst 124 Takte.

#### Coda
Die Coda bringt skizzenartig nochmal alle wichtigen Themen zum Vorschein. Sie setzt im fortissimo mit der Eingangsfanfare ein. Dieser Moment wirkt wie ein orchestrales Tutti und stellt den Höhepunkt des Satzes dar. Danach erscheinen nochmal Seitenthema und Schlussgruppe; auf einem Es-Dur-Akkord braut sich das Eingangsthema nochmal zur großen Schlusssteigerung auf. Die Coda umfasst 50 Takte, ist also fast so lang wie die Durchführung. Ein Fermatentakt am Ende deutet auf eine längere Pause zwischen dem ersten und zweiten Satz hin.

### Zweiter Satz
Largo, con grand espressione; C-Dur; 3/4-Takt; Dreiteilige Liedform mit Coda; 90 Takte
Der zweite Satz, der sehr langsam zu spielen ist, steht in C-Dur, einer Tonart, die Terzenverwandtschaft mit Es-Dur zeigt. Die Melodie, die zunächst tief und ruhig erklingt, wird durch viele Pausen zerrissen. Ab Takt 9 setzt in höherer Lage ein gesangsvoller Part ein, welcher bald wieder in die anfängliche Ruhe zurücksinkt. In Takt 25 beginnt der Mittelteil des Stückes über pochenden Sechzehntel-Staccati in As-Dur. Dieser Teil ist durch viele sforzati und subito forte gekennzeichnet. Nach einer Steigerung der Dynamik mündet er in eine bedrohlich klingende Fanfare auf g, der Dominante von c. Man erwartet nun das Hauptthema, welches allerdings statt in C-Dur in B-Dur und in hoher Diskantlage einsetzt. Es wird durch gewaltsame sforzati zurück nach C-Dur getrieben. Das Hauptthema erklingt wieder in seiner Originalgestalt, wird ab Takt 59 allerdings variiert. In Takt 73 setzt die Coda als weitere Variation des Hauptthemas ein. Der Satz endet mit dem Anfangsthema, das mit neuen Harmonien versehen über einem chromatisch abwärts gleitenden Bass erklingt.

### Dritter Satz
Allegro; Es-Dur; 3/4-Takt; Dreiteilige Scherzo-Form; 149 Takte

#### Hauptteil
Der Hauptteil besitzt für ein Scherzo ungewöhnliche Ausmaße und kann als kleiner Sonatensatz mit Haupt- und Seitenthema aufgefasst werden. Das Hauptthema besteht aus einem ab- und aufsteigenden Es-Dur-Dreiklang, welcher an das Thema des ersten Satzes seiner 3. Sinfonie erinnert. Das Seitenthema ist aus dem Nachsatz des Hauptthemas entwickelt und steht in B-Dur. Die kleine Exposition umfasst 24 Takte. Die Durchführung beginnt mit dem Hauptthema im Kanon, welches bald von f-moll wieder zurück nach Es-Dur moduliert. Damit beginnt im 43. Takt auch schon die Reprise, die mit 53 Takten weit umfangreicher ist als die Exposition. Sie besitzt auch weitere Modulationen und eine kleine neuntaktige Coda.

#### Mittelteil
Der als „Minore“ bezeichnete Mittelteil steht in es-moll. Die Triolen im pianissimo und die einzelnen sf-Akzente erzeugen eine geheimnisvolle Stimmung. Nach Edwin Fischers Auffassung soll das Pedal nur für die Akzente genutzt werden und der Rest als „trockenes Gemurmel“ gespielt werden.

### Vierter Satz
Rondo. Poco Allegretto e grazioso; 2/4-Takt; Rondo-Form; 183 Takte
Das Rondo ist nach dem klassischen Schema ABACABA gearbeitet. Dabei steht A für das immer wiederkehrende Hauptthema, B und C sind die beiden Seitenthemen.
Zeitgenossen haben Beethovens op.7 stets „die Verliebte“ genannt, dies scheint durch die schmeichelnde Melodie des Hauptthemas bestätigt. Das erste Seitenthema erscheint das erste Mal in B-Dur, das zweite Mal in Es-Dur; das zweite Seitenthema in c-moll hat durch seine ständige 32tel-Bewegung, durchgehendes fortissimo und sf-Akzente stürmischen Charakter. Das Hauptthema wird bei den letzten beiden Wiederholungen leicht variiert. Nach dem letzten regulären Einsatz des Hauptthemas scheint es, als würde das stürmische Zweite Seitenthema wieder erklingen, doch stattdessen wird das Hauptthema nun in E-Dur vorgetragen. Nach der Rückmodulation nach Es-Dur ertönt nun das zweite Seitenthema als Coda, allerdings in friedlichem Es-Dur und im piano. Der Satz endet pianissimo.